# Poleana, Mîkolaiiv
Poleana (în ucraineană Поляна) este un sat în comuna Krasiv din raionul Mîkolaiiv, regiunea Liov, Ucraina.

## Demografie
Componența lingvistică a localității Poleana
     Ucraineană (99,49%)
     Alte limbi (0,51%)
Conform recensământului din 2001, majoritatea populației localității Poleana era vorbitoare de ucraineană (99,49%), existând în minoritate și vorbitori de alte limbi.